# Золотоноша (Забайкальский край)
Золотоноша — село в Нерчинско-Заводском районе Забайкальского края России. Входит в сельское поселение «Больше-Зерентуйское». Располагается на берегу реки Золотоноша, притоке реки Нижняя Борзя, в 43 километрах на запад от райцентра, высота центра селения над уровнем моря — 622 м. На 2018 год в Золотоноше числится 2 улицы: Садовая и Центральная, действуют начальная школа, клуб, филиал районной библиотеки, фельдшерско-акушерский пункт.
Село основано в 1895 году, на 1917 год действовало сельское управление, работало одноклассное училище. В 1931 году образован колхоз «Красный май», в 1961 году реорганизованный в совхоз «Зерентуйский». В настоящее время[когда?]

 на территории села функционирует сельский Дом культуры, ведёт свою работу детский сад.

## Население
| 2002 | 2010 | 2021 |
| ---- | ---- | ---- |
| 138  | ↘136 | ↘124 |